# Carcelia rasella
Carcelia rasella är en tvåvingeart som beskrevs av Baranov 1931. Carcelia rasella ingår i släktet Carcelia och familjen parasitflugor. Inga underarter finns listade i Catalogue of Life.